# Hans Fitting
Hans Fitting (Mönchengladbach, 13 de novembro de 1906 — Königsberg, 15 de junho de 1938) foi um matemático alemão.
Obteve um doutorado em matemática na Universidade de Göttingen em 19313, orientado por Emmy Noether e Richard Courant.